# Pratidwandi
Pratidwandi (bengalí প্রতিদ্বন্দ্বী pratidbandbī, l'adversari) és una pel·lícula dramàtica de l'Índia en llengua bengalí escrita i dirigida per Satyajit Ray basada en la novel·la de Sunil Gangopadhyay. És la primera part de la trilogia de Calcuta. Ambientada durant el període de la insurgència naxalita a Bengala Occidental, Pratidwandi explica la història de Siddharta, un home educat de classe mitjana atrapat en l'agitació dels disturbis socials. La corrupció i l'atur són rampants, i Siddhartha no pot alinear-se ni amb el seu germà activista revolucionari ni amb la seva germana orientada a la carrera. La pel·lícula és coneguda per experimentar amb tècniques com ara el salt enrere fotonegatiu.

## Argument
Siddhartha (Dhritiman Chatterjee) es veu obligat a suspendre els seus estudis de medicina a causa de la mort inesperada del seu pare. Ara ha de trobar feina. En una entrevista de feina, se li demana que escrigui l'esdeveniment mundial més important dels darrers deu anys. La seva resposta és "el coratge humà senzill demostrat pel poble de Vietnam", en lloc de l'esperat: l'home aterrant a la lluna. L'entrevistador li pregunta si és comunista. No cal dir que no aconsegueix la feina.
Arriba a una cafeteria on li ofereixen feina per al partit comunista. Quan no mostra cap interès, el líder del partit li parla d'una obertura per a un representant mèdic. Per escapar de la calor i fer una becaina, va al cinema. Quan es mostra un telenotícies de propaganda del govern abans del llargmetratge, una bomba explota a la sala del cinema. En l'estampida que segueix, Siddartha es trenca el rellotge. Va a un rellotger però no es pot permetre les reparacions.
A l'espera de travessar la carretera, s'adona d'una dona preciosa. Torna als seus dies com a estudiant de medicina en un salt enrere. El professor està explicant l'anatomia del pit femení. Al llarg de la pel·lícula li passen molts i somnis i salts enrere.
De camí cap a l'alberg, té una trobada amb uns hippies. Juntament amb un excompany de classe, surt a veure una pel·lícula sueca sense censura però, que resulta avorrida, a decepció seva. Passejant constantment per Calcuta, desintegrant les relacions amb la seva germana i un germà naxalita (comunista militant), la seva amistat amb Keya és l'únic que el manté sa.
Keya és una noia senzilla. Siddharta i Keya gaudeixen de la companyia l'un de l'altre, però no poden comprometre's l'un amb l'altre a causa de les circumstàncies.
Després d'un altre intent d'entrevista de feina, Siddhartha abandona la gran ciutat per agafar una feina modesta com a venedor en un petit poble llunyà. Escriu a Keya que encara estima la seva relació. També escolta la crida d'un ocell que li recorda la seva infantesa en els seus somnis però que aquesta vegada és real, i no en la seva ment. Després de completar la carta, surt al balcó de la seva modesta habitació. L'ocell torna a cridar. També escolta els càntics ombrívols d'una processó fúnebre. Quan es gira cap a la càmera, la imatge queda congelada.
El final recorda la primera escena que mostra la mort del pare de Siddhartha. Tanmateix, l'última escena és símbol del final de les aspiracions de Siddhartha de trobar feina a Calcuta.

## Repartiment
- Dhritiman Chatterjee com Siddhartha
- Joysree Roy com a Keya
- Krishna Bose
- Indira Devi
- Kalyan Chowdhury
- Debraj Roy
- Sefali
- Biplab Chatterjee

## Recepció i premis
Vincent Canby de The New York Times li va donar 4,5 estrelles sobre 5, qualificant-la de "comèdia especialment emotiva" en què el protagonista "bull de ràbia per les injustícies socials, per la corrupció econòmica". però és impotent per expressar-ho." Dennis Schwartz, qualificant la pel·lícula amb una A−, l'anomena "una pel·lícula política de revocació de drets d'autor molt ben observada". "Satyajit Ray", escriu, "aprova la revolució mundial de la contracultura, la revolta de la joventut contra la generació vella estancada i la convulsió social que té lloc a la seva estimada Calcuta. Però també assenyala que l'Índia és un animal diferent dels països occidentals en convulsió. Diu que és perquè l'Índia té un temperament diferent després d'haver estat oprimida durant tant de temps pels colonitzadors britànics i, per tant, els joves han de restablir les seves pròpies identitats reals abans que puguin canviar les coses per millor." "El missatge semblava accessible", conclou, "però, potser, allò que era més inaccessible en aquest drama polític era el sentit de l'humor malvat de Ray (com aquells raigs X col·locats oportunament per fer-nos veure la crua veritat de la realitat)." James Travers va donar a la pel·lícula una puntuació perfecta, assenyalant "un significatiu canvi estilístic respecte a les pel·lícules anteriors de Ray, tant és així que pot haver sobtat i sorprès el públic contemporani que s'havia acostumat al seu gust poètic de neorealisme durant la dècada anterior." Comenta que l'estil cinéma vérité de la pel·lícula "s'adapta perfectament al seu tema" i l'anomena "pel·lícula [in]còmoda de veure" per la seva "austeritat i desolació que dista l'espectador des del tema i, inusualment per a Ray, la seva duresa no es veu suavitzada per la ironia poètica."
Escrivint per Sight & Sound, Tom Milne, va considerar que "s'ha fet molt […] de la implicació política cada cop més directa a [.. .] The Adversary", trobant paral·lelismes amb les seves pel·lícules anteriors com Mahanagar, Kanchenjungha i Jalsaghar . Derek Malcolm va escriure que la "tècnica de flashback líric […] de la pel·lícula […] no sempre funciona massa bé" tot i tenir alguns "passatges fantàstics" i "aquella qualitat esquiva de mirar tan profundament sota la superfície de coses com gairebé qualsevol" en la seva escriptura i direcció. També va defensar la pel·lícula dels seus detractors.
La pel·lícula té una puntuació de Rotten Tomatoes del 100% basada en 6 ressenyes, amb una puntuació mitjana de 7,5/10.
La pel·lícula va guanyar tres Indian National Film Awards; inclòs el National Film Award a la Millor Direcció el 1971 i una nominació al Premi Hugo d'Or, al Festival Internacional de Cinema de Chicago, de 1971.

## Llegat
Pratidwandi és la primera pel·lícula de la "Trilogia de Calcuta" de Ray, que va continuar amb Seemabaddha (1971) i Jana Aranya (1976). El 2012 el cineasta Ashim Ahluwalia va incloure la pel·lícula al seu top ten personal (per a l'enquesta "The Sight & Sound Top 50 Greatest Films of All Time"), escrivint: "Pratidwandi veu Ray abandonar el seu estil inicial per un recorregut tortuós godardià per la Calcuta dels anys 70. Increïble."